# Pad see-ew
Il pad see-ew o pad si-io, phat si-io, pad si ewe (in thailandese ผัดซีอิ๊ว – letteralmente frittura al salto con salsa di soia; [/pʰàt siːʔíw]/) è un piatto della cucina thailandese a base di pasta di riso fresca a base larga fritta al salto a fiamma alta in un wok con salsa di soia e altri ingredienti. Fa parte della tradizione del cibo di strada nazionale e si trova anche nei ristoranti. Viene di solito cucinato con carne a scelta, ma ne esistono anche versioni vegetariane.

## Ingredienti
- Olio vegetale.[1][2]
- Pasta di riso fresca lunga e a base piatta e larga.
- Uovo.
- Salsa di soia scura dolce.
- Composto contenente salsa di ostriche, salsa di soia leggera, zucchero, aceto bianco e aglio tritato.
- Carne a scelta, tagliata a pezzi e marinata in salsa di soia leggera e bicarbonato di sodio.
- Broccolo cinese o, in alternativa, cime di broccolo.
- Pepe.

Opzionale
- Peperoncino piccante tagliato fine.[2][3]

Variante vegetariana
- Tofu solido.[3]
- Vegetali a scelta.

## Cottura
La cottura deve essere fatta a fiamma molto alta in un wok, conferendo al piatto la sua caratteristica fragranza tostata difficile da ottenere cucinando in casa e soprattutto se si utilizzano padelle antiaderenti. Nel caso si cucini in casa, si deve alzare la fiamma al massimo, far rosolare il più a lungo possibile con la caramellizzazione del pad see-ew nella salsa di soia facendolo abbrustolire sul fondo del wok per esaltarne il sapore. Non vanno cucinate più di due porzioni alla volta per evitare che la pasta si ammorbidisca troppo e si sfaldi, così come fanno i venditori thailandesi di cibo di strada, che lo cucinano sempre al momento. Se la pasta di riso fresca è troppo spessa, pastosa o se è rimasta a lungo sullo scaffale, si consiglia di sbollentarla prima di procedere alla frittura al salto. Se non si trova quella fresca si può utilizzare quella secca dopo averla messa in ammollo mezz'ora.
Si inizia la cottura scaldando a fiamma alta il wok, quindi si aggiunge l'olio e quando comincia a crepitare si mette la carne a rosolare per breve tempo. Aggiungere quindi la pasta e lo zucchero, che evita di farla attaccare, e mescolare bene. A questo punto viene messo il composto di salse di soia e ostriche e il broccolo cinese, che va posizionato sotto la pasta. Quando il broccolo si ammorbidisce, si crea uno spazio in mezzo al wok dove far friggere l'uovo per 15/20 secondi. A quel punto si strapazza l'uovo e si mescola quindi con il tutto. L'ultima fase di cottura prevede l'aggiunta della salsa di soia dolce alzando la fiamma al massimo e mescolando di tanto in tanto finché il pad see-ew è caramellato e abbrustolito senza risultare appiccicoso o brodoso. Cospargere di pepe e servire in tavola con una ciotola a parte contenente peperoncino e aceto bianco.